# Pilă voltaică

Ilustrație care prezintă alcătuirea unei pile voltaice; electrolitul era soluția salină ce se îmbiba în hârtie.

Pilă voltaică, adesea numită și pila Volta, este prima baterie, un tip de pilă electrică inventată de Alessandro Volta în 1799. Această invenție constă dintr-o coloană verticală compusă dintr-o succesiune de un disc de cupru metalic - un disc de hârtie îmbibată în soluție salină - un disc de zinc (ansamblul numit celulă voltaică). La extremitățile coloanei era atașat câte un fir metalic între care se producea un curent electric continuu de joasă intensitate. 
După inventarea sa, pila voltaică a oferit posibilitatea realizării unor experimente în domeniul electrochimiei, precum: descompunerea electrică a apei în elementele componente, oxigen și hidrogen (proces numit electroliză) de către William Nicholson și Anthony Carlisle (1800) și descoperirea și izolarea elementelor chimice sodiu (1807), potasiu (1807), calciu (1808), bor (1808), bariu (1808), stronțiu (1808) și magneziu (1808) de către Humphry Davy.

## Electrochimie
Tensiunea electromotoare de contact dintre metalele (folosite pe post de) electrozi este datorată concentrației diferite a electronilor, aceasta producând un proces de difuzie a electronilor între cele 2 metale până la stabilirea unui echilibru termodinamic caracterizat prin apariția unei diferențe de potențial electric (localizate într-un strat subțire de la suprafața de contact dintre metale) care compensează efectul difuziei.